# Раунд-Рок (Техас)
Раунд-Рок (англ. Round Rock) — город в штате Техас, расположен в округах Травис и Уильямсон, принадлежит к метрополии Остин—Раунд-Рок. Город находится приблизительно в 30 километрах от центра Остина, граница с которым пролегает по автомагистрали штата номер 45.
В августе 2008 года журнал Money включил Раунд-Рок в число лучших для жизни малых городов, поставив на седьмое место в рейтинге. 1 июля 2009 года Раунд-Рок был назван CNN вторым в стране по скорости роста, которая составила 8,2 % за предыдущий год.
Раунд-Рок обладает одной из лучших школьных систем в штате. Из 42 двух школ в округе 12 имеют высший рейтинг, а ещё одиннадцать — второй по качеству.
В городе находится штаб-квартира компании Dell. В офисе компании в городе трудятся около 16 000 человек. Появление этого и других крупных работодателей, сильная экономическая программа, низкие налоги и наличие крупных магазинов (в том числе IKEA) в городе, превратили его из спального района в самодостаточный «супер-пригород».

## История

### Древняя история

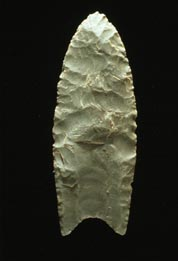
Наконечник копья людей культуры Кловис которому примерно 11 500 лет

Раунд-Рок и округ Уильямсон были заселены людьми по крайней мере с 9200 года до нашей эры. Установлено, что первые люди в регионе появились в конце плейстоцена (ледникового периода), и связаны с культурой Кловис. Доказательства были получены при раскопках между Джорджтауном и Фортом-Худ. Один из сохранившихся скелетов был назван «Лиандертальская леди» в честь периода проживания и расположенного поблизости города Лиэндер. Место раскопок располагается примерно в 6 километрах от Раунд-Рока и было выбрано случайно, после того как сотрудники Департамента Транспорта Техаса обнаружили ценные находки при тестовом бурении для новой автомагистрали. Сайт изучали в течение многих лет, возраст образцов углерода в данном месте относится к эпохе плейстоцена, в период приблизительно 10 500 лет назад (8500 год до н. э.). Археологические находки архаического периода были обнаружены в разных частях округа, преимущественно у водных путей, в том числе у ручья Браши-Крик в Раунд-Роке и реки Сан-Габриэль в Джорджтауне в 15 километрах к северу. Большой объём данных, в частности кремнёвых орудий труда и прочих реликвий, был получен при изучении кухонных куч найденных на этих сайтах при раскопках. Первые известные науке индейские жители Техаса, племя Тонкава, работали кремнёвыми орудиями и устраивали пешую охоту на буйволов, периодически поджигая прерии для помощи в охоте. В XVIII веке они начали разводить лошадей и использовать огнестрельное оружие. Также к приходу первых англоговорящих поселенцев на территории округа жило небольшое количество индейцев племён Кайова, Йохуаны, Тавакони и Мейейе. После того как белые поселения вытеснили эти племена, им на смену пришли команчи, совершавшие набеги на колонии вплоть до 1860-х годов. К концу XIX века все индейские племена покинули центральный Техас.
По ходу того, как англоговорящее население развивалось, в районе появились хорошие дороги, некоторые из которых позже были заасфальтированы. Одна из дорог, проходящих через Раунд-Рок, получила название «Double File Trail», потому что была широкой и позволяла разойтись двум всадникам. Дорога являлась частью более длинного пути, пересекавшего реку Сан-Габриэль в Джорджтауне, Браши-Крик в Раунд-Рок, и реку Колорадо в Остине. Одна из младших школ в Раунд-Роке носит имя этого пути.

### XIX век

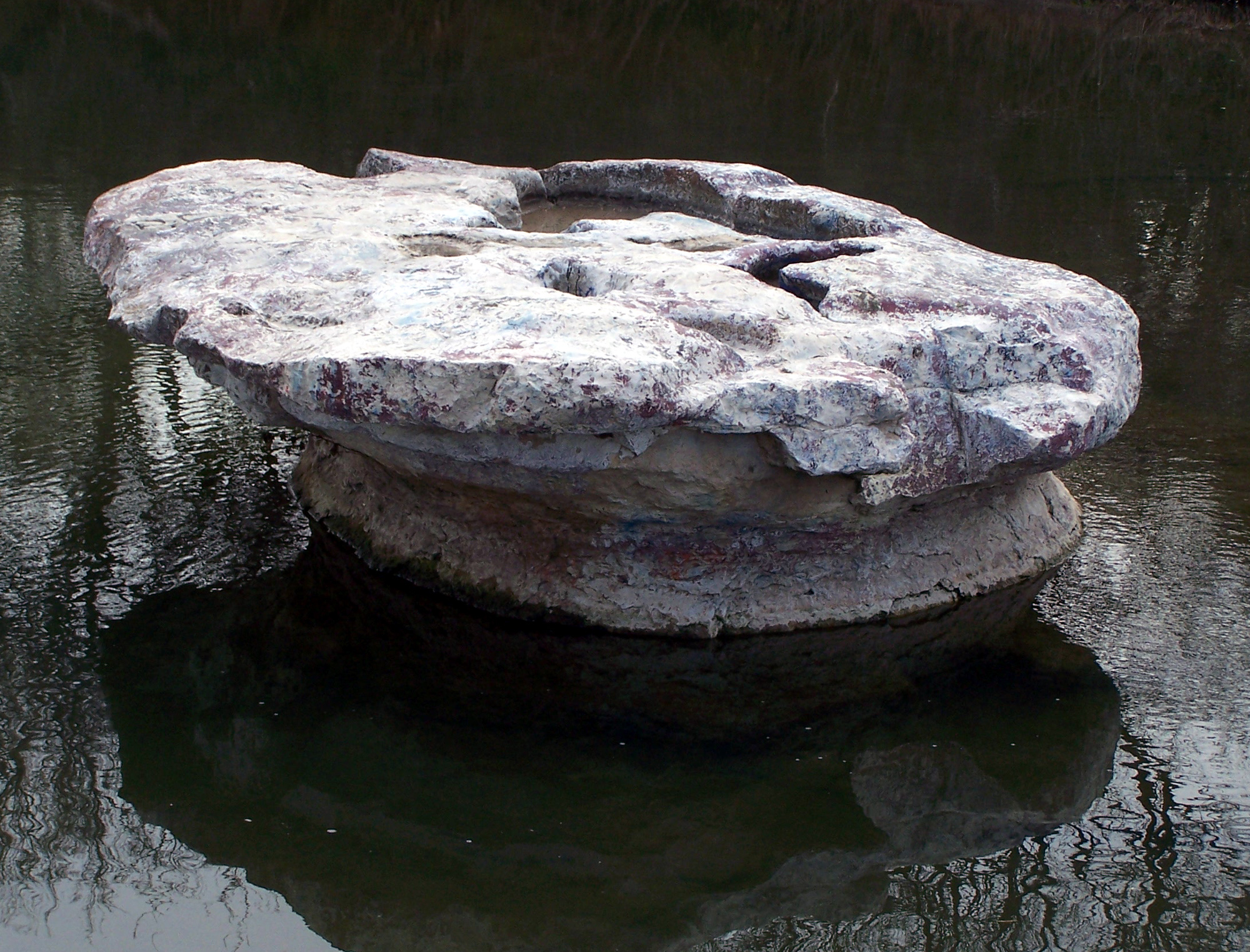
Круглый камень, от которого город получил своё название, отмечает низкий уровень воды в ручье Браши-Крик. На дне ручья до сих пор остались следы от переправлявшихся телег.

В 1851 году на берегу ручья Браши-Крик, возле большого круглого камня, была образована небольшая община. Этот камень указывал на удобную переправу для фургонов, лошадей и рогатого скота. Изначально община носила название Браши, но в 1854 году маленькое поселение было переименовано в Раунд-Рок в честь знаменитого камня. После гражданской войны индейский гид и торговец Джесс Чизхольм начал перегонять стада скота с юга Техаса в Абилин через переправу около камня. Позже его путь был назван дорогой Чизхольма (англ. Chisholm Trail). На этой улице сохранено несколько старых зданий, например, отель Святого Чарльза. Эта часть Раунд-Рока также называется «Старый Город».

#### Времена Сэма Басса

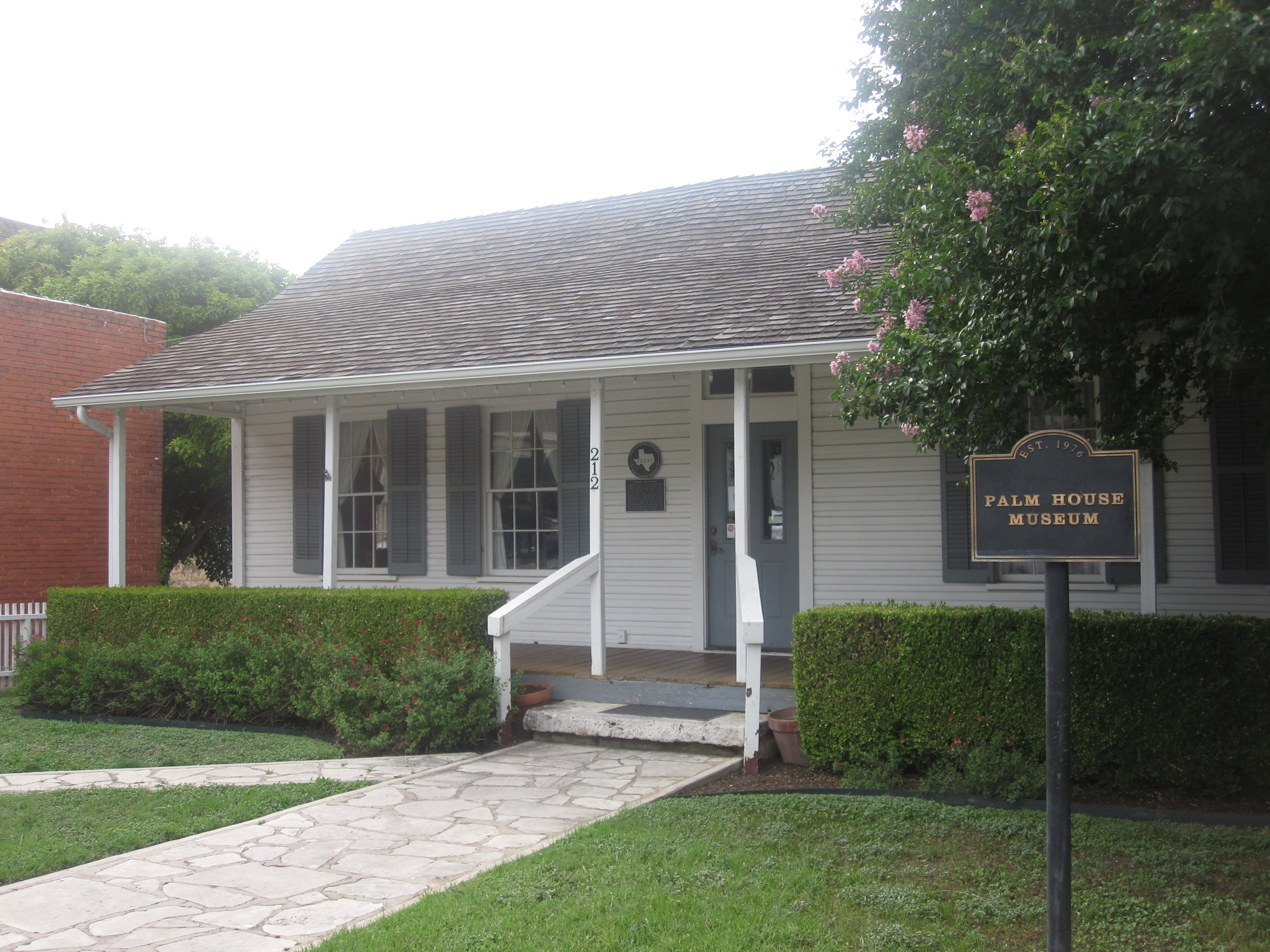
Музей Palm House в Раунд-Роке

19 июля 1878 года Раунд-Рок стал местом перестрелки, завершившейся захватом и смертью известного грабителя поездов Сэма Басса техасским отделением конной полиции. Рейнджеры преследовали Басса и его банду после ограбления поезда, направлявшегося из Форта-Уэрт в Клибурн. Для местных жителей это было весьма знаменательным событием, которое они окрестили «перестрелкой Сэма Басса». Каждый год 4 июля в парке Old Settlers происходит инсценировка этой перестрелки. Сэм Басс похоронен на кладбище Раунд-Рока, на северо-западе Старого Города, в честь Сэма Басса названа дорога, на котором находится кладбище, а его надгробную плиту можно найти на выставке в публичной библиотеке Раунд-Рока.

#### Хлопковые времена

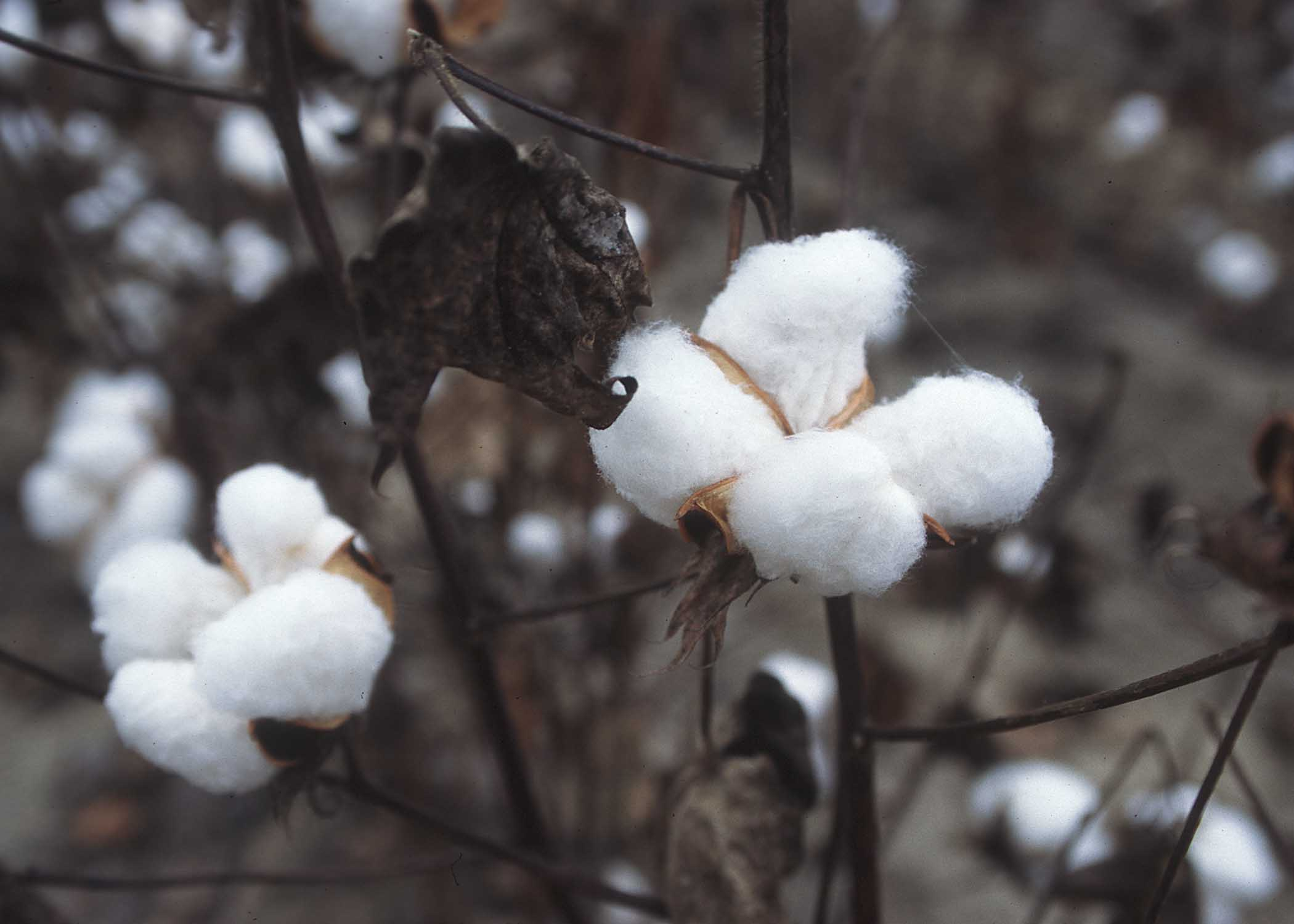
Хлопок, созревший для сбора

Хлопок стал основной статьёй доходов в регионе в начале XX века. Фермы, выращивавшие хлопок, виноград и другие сельскохозяйственные культуры располагались преимущественно к востоку от нынешней автомагистрали I-35. К западу от разлома Балконес располагались ранчо, выращивавшие коров, овец и, в меньшей степени, коз. Благодаря удачному географическому положению Раунд-Рока в чернозёмных прериях Техаса, этот регион являлся одним из наиболее удачных для выращивания хлопка. Земли и климат способствовали богатому урожаю сельскохозяйственных культур. Собранный урожай хлопка отвозили в Тейлор к востоку от Раунд-Рока, где производилась механизированная очистка хлопка, после чего хлопок отправлялся поездом для дальнейшей обработки и использования. После того, как железная дорога была проведена в Остин, хлопок стали обрабатывать там. В нынешнее время выращивание хлопка и скотоводство до сих пор распространены на территории к востоку от Райнд-Рока, хотя масштаб этих промыслов сильно сократился.

### Ассоциация старых поселенцев
27 августа 1904 года, спустя некоторое время после окончания гражданской войны, группа ветеранов Конфедерации провела встречу в городе Джорджтаун округа Уильямсон для первых поселенцев и их потомков. Организаторы мероприятия обещали «хорошую музыку, много еды и, прежде всего, тёплый приём». Мероприятие оказалось очень популярным, была создана ассоциация старых поселенцев, а встречи стали проходить каждый год в Раунд-Роке. Позже ассоциация, в которой состоят только потомки живших на территории округа в 1904 году и ранее, обзавелась собственной территорией. В ассоциации на данный момент состоит 50 активных членов при общей численности около 300 человек. Сейчас ассоциация выполняет социальную и образовательную роль и имеет целью содействие социальной деятельности, а также сбор и сохранение важной исторической информации и фактов. Территория ассоциации сдается в аренду для проведения совещаний, выставок искусств и ремёсел, а также и коллекционных шоу, вечеринок, свадеб и других приёмов.

### Эффект от автомагистрали I-35
К 1950-м годам Тейлор играл ключевую роль в округе, поскольку являлся центром обработки хлопка и судоходства. Поэтому предложение провести новую автомагистраль I-35 из Далласа в Остин через этот город не стало неожиданностью. Однако часть местных жителей и представителей властей выступили резко против непонятной «межрегиональной» дороги. В числе аргументов они указывали значительные потери фермерских угодий, которые пришлось бы пожертвовать, чтобы проложить дорогу невиданной до того ширины в 90 метров, шум, разделение фермы дорогой и потерю сельского уклада жизни. Вместо этого жители просили улучшить местную фермерскую дорогу и проложить прямой путь до Остина.
С другой стороны, власти Раунд-Рока видели в новой автомагистрали большой экономический потенциал и мэр Луис Хенна активно лоббировал проведение дороги через город. В июне 1956 года, после пятнадцатилетней дискуссии о маршруте и финансировании магистрали, вопросы были улажены. Из-за сильного лоббирования, а также, чтобы не раздражать жителей Тейлора, было решено построить трассу вдоль разлома Балконес через Раунд-Рок. «Старый город», несмотря на протесты, оказался к западу от магистрали, а на востоке стал формироваться новый центр города. Межштатная дорога постепенно превратила Раунд-Рок в жизнеспособный и яркий центр коммерции. В связи с маршрутом новой автомагистрали, а также падением спроса на хлопок Тейлор превратился в штатный небольшой городок, в то время Раунд-Рок процветал и быстро стал крупнейшим городом в округе и привлек несколько крупных розничных центров и такого гиганта как Dell
. Издатель местной газеты Williamson County Sun, Линда Скарборо выпустила книгу «Дорога, река и политика: путь техасского округа от фермы до суперпригорода»..

### Период спального района
К 1990-м годам Раунд-Рок был прежде всего спальным районом, большинство жителей которого работало в Остине, а затем возвращалось домой в такие места как Раунд-Рок и Джорджтаун, где жилье и земля стоили дешевле. В 1990-е годы в Раунд-Роке практически не было крупных работодателей кроме местных торговцев, сферы услуг, а также скотоводов и земледельцев. Но в конце 1990-х годов экономическое развитие стало одним из основных направлений города и торгово-промышленной палаты. В Раунд-Рок перенесла свою штаб-квартиру компания Dell, создавшая в городе 16 000 рабочих мест. Также в городе появился ряд других крупных работодателей. Теперь жители смогли найти работу в городе, без необходимости ежедневных поездок в Остин.

## География
Раунд-Рок находится в 17 милях (27 км) к северу от Остина и в 10 милях (16 км) к югу от Джорджтауна. Город находится на высоте 216 метров над уровнем моря.
Согласно Бюро переписи населения США, общая площадь города составляет 89,1 км2, из которых 88,4 км2 являются сушей, а 0,8 км2 — водная поверхность.

### Климат
В среднем, самым тёплым месяцем в Раунд-Роке является август, а самым холодным — январь. Максимальное количество осадков выпадает в июне. Максимальная зарегистрированная температура составила 44 °C в 2000 году, а минимальная −19 °C в 1989.
| Показатель                    | Янв. | Фев. | Март | Апр. | Май   | Июнь  | Июль | Авг. | Сен. | Окт.  | Нояб. | Дек. |
| ----------------------------- | ---- | ---- | ---- | ---- | ----- | ----- | ---- | ---- | ---- | ----- | ----- | ---- |
| Абсолютный максимум, °C       | 31   | 37   | 36   | 37   | 39    | 41    | 42   | 43   | 44   | 37    | 34    | 29   |
| Средний суточный максимум, °C | 16   | 18   | 22   | 26   | 29    | 33    | 35   | 36   | 32   | 27    | 21    | 16   |
| Средний суточный минимум, °C  | 2    | 4    | 8    | 13   | 17    | 21    | 22   | 22   | 19   | 13    | 8     | 3    |
| Абсолютный минимум, °C        | −14  | −14  | −7   | −1   | 6     | 10    | 15   | 14   | 10   | −2    | −5    | −19  |
| Норма осадков, мм             | 55,4 | 67,1 | 79,2 | 69,3 | 111,3 | 118,4 | 52,6 | 55,6 | 95,2 | 106,4 | 76,2  | 63,8 |
| Источник: The Weather Channel |      |      |      |      |       |       |      |      |      |       |       |      |

## Население
Согласно переписи населения 2010 года, в 2010 году в городе проживали 99 887 человек, 35 050 домохозяйств, 25 587 семей. Расовый состав города: 70,8 % — белые, 9,8 % — чернокожие, 0,7 % — коренные жители США, 5,2 % — азиаты, 0,1 % — жители Гавайев или Океании, 9,7 % — другие расы, 3,8 % — две и более расы. Число испаноязычных жителей любых рас составило 29,0 %.
Из 35 050 домохозяйств, в 46,0 % проживают дети младше 18 лет. В 55,5 % случаев в домохозяйстве проживают женатые пары, 12,5 % — домохозяйства без мужчин, 27,0 % — домохозяйства, не составляющие семью. 20,8 % домохозяйств представляют собой одиноких людей, 3,4 % — одиноких людей старше 65 лет. Средний размер домохозяйства составляет 2,84 человека. Средний размер семьи — 3,32.
33,5 % населения города младше 20 лет, 31,2 % находятся в возрасте от 20 до 39, 30,0 % — от 40 до 64, 5,4 % — 65 лет и старше. Средний возраст составляет 32 года.
Согласно данным опросов пяти лет с 2008 по 2012 годы, средний доход домохозяйства в Раунд-Роке составляет 69 998 долларов США в год, средний доход семьи — 80 348 долларов. Доход на душу населения в городе составляет 29 695 долларов США, ниже чем в среднем по стране — 39 997 долларов. Около 6,1 % семей и 8,4 % населения находятся за чертой бедности. В том числе 11,6 % в возрасте до 18 лет и 5,7 % в возрасте 65 и старше.

## Управление и политика

### Городское управление
Управление городом осуществляет городской совет с сити-менеджером. Городской совет состоит из мэра и шести других членов, каждый из которых выбирается на три года всеми жителями города. Городской совет ежегодно назначает заместителя мэра. Должность члена городского совета не подразумевает полный рабочий день, заседания совета проходят два раза в месяц, во второй и четвёртый четверг месяца. Все оперативные вопросы поручено решать наёмному сити-менеджеру. Заседания городского совета транслируются по местному телевидению.

### Окружное управление
Основным руководящим органом округа Уильямсон является уполномоченный суд в состав которого входят пять членов. Председателем является окружной судья, избираемый всеми жителями округа сроком на четыре года. Четыре остальных члена избираются на различных территориях округа, также сроком на четыре года.

### Представители в законодательных органах Техаса и США
Палата представителей Техаса: Марша Фарни, Селия Исраэл, Ларри Гонзалес, Тони Дейл
Сенат Техаса: Чарльз Швертнер, Кирк Уотсон
Палата представителей США: Билл Флорес, Джон Картер

## Коммерческие компании и экономическое развитие

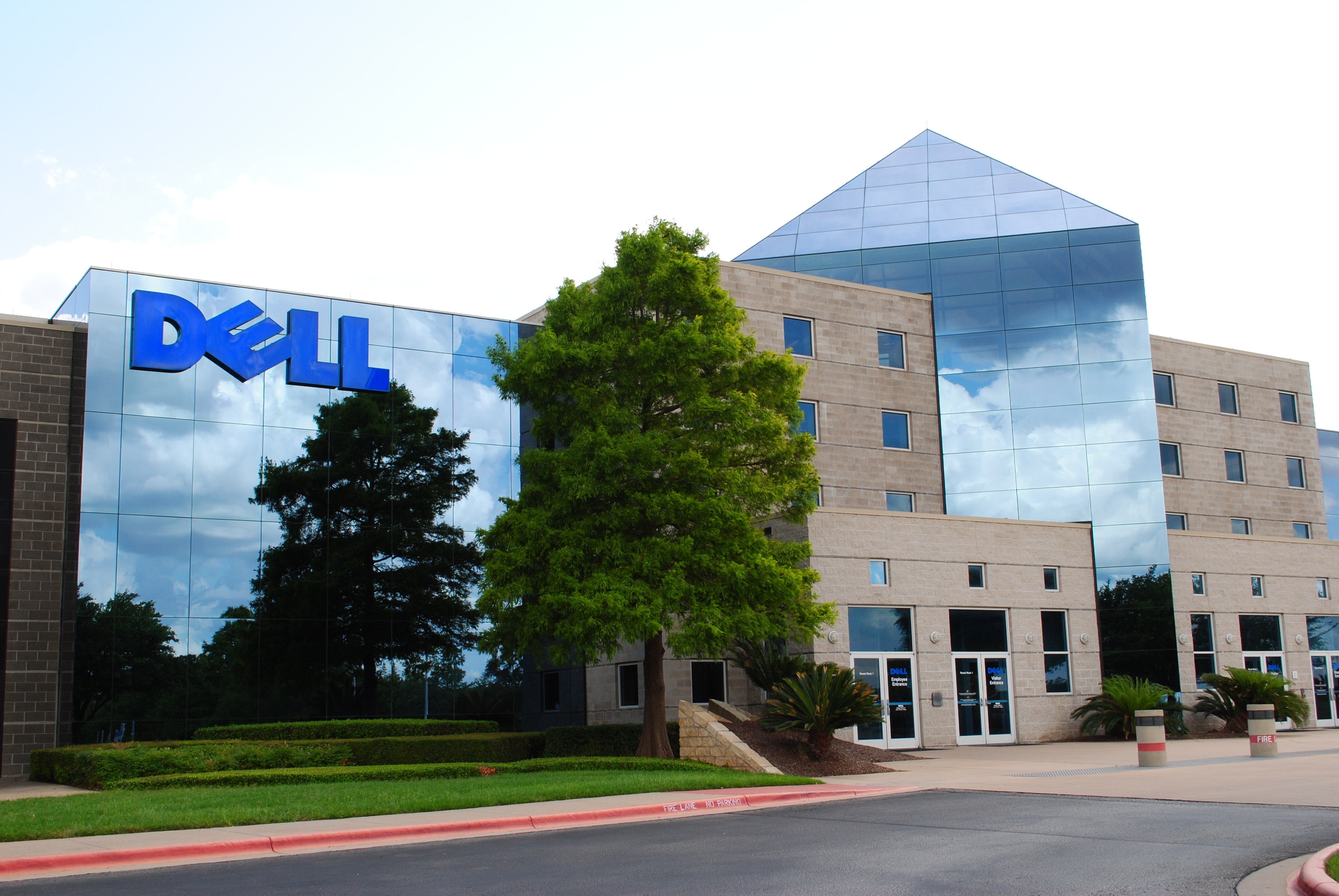
Штаб-квартира Dell в Раунд-Роке

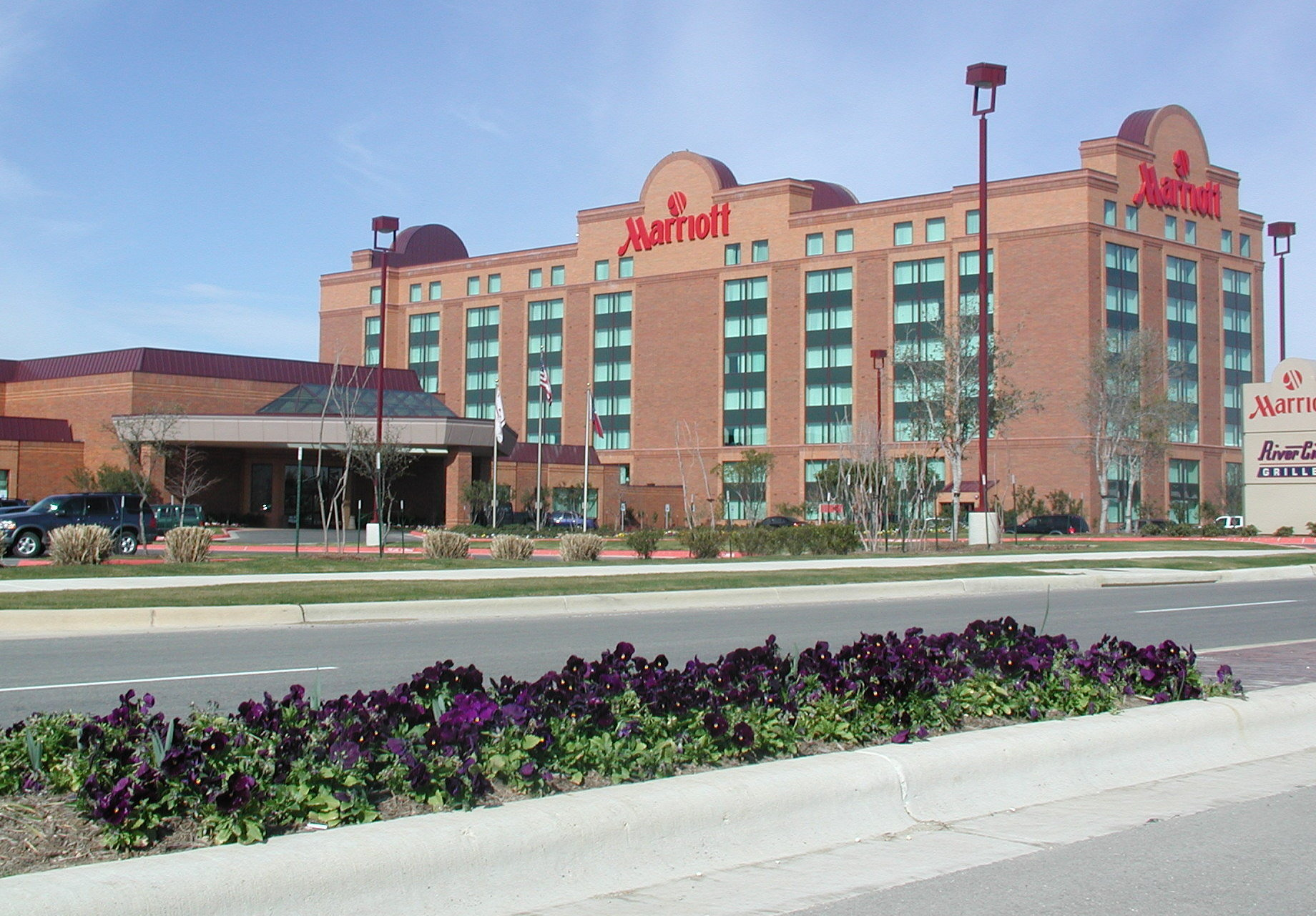
В Ла-Фронтере находится единственный в округе отель предоставляющий полный спектр услуг — Marriott Austin North

Раунд-Рок сохраняет высокое качество жизни становясь крупным центром экономического роста центрального Техаса. В городе развиваются индустрии чистой энергии, передовых производств, науки о жизни, разработки программного и аппаратного обеспечения.
В городе располагается более двадцати крупных работодателей, в числе которых можно выделить IKEA, Emerson Electric, Dell и Sears, премиум-аутлет Раунд-Рока.

### Штаб-квартира Dell
В Раунд-Роке базируется транснациональная компания Dell, одна из крупнейших в области информационных технологий и производства компьютеров. В штаб квартире в Раунд-Роке работают около 16 000 человек из общего штата компании в 96 000 человек. Компания, сперва названная PC’s Limited, была основана в Остине в 1984 году студентом Техасского университета Майклом Деллом. В 1996 году, когда у компании назрела необходимость расширения, власти Раунд-Рока предложили необходимые компании площади в обмен на половину налогов с продаж в штате. Соглашение получило имя «Глава 380» в честь той части устава Вернона, которая разрешала разделение налогов в целях экономического развития региона. Это было первое подобное соглашение в центральной части Техаса и одно из первых в штате. В 1999 году примерно половина доходов бюджета города состояла из налогов Dell. Компания является одной из крупнейших IT-компаний в мире и занимает 51 место в списке Fortune 1000#Fortune 500 за 2013 год, составляемом журналом Fortune. В 2008 году компания переключила свою штаб-квартиру на экологически чистые источники энергии, 60 % из которых составляла энергия ветра, а остальные 40 % поставлялись электростанцией на газу.

### Торгово-розничные предприятия
Крупнейшим коммерческим и деловым центром в городе является La Frontera. В комплексе располагаются офисы и штаб-квартиры некоторых компаний, около 90 000 м2 торговых помещений и несколько многоквартирных комплексов. Проект также включает в себя отель Marriott, который предоставляет свои помещения для больших конференций, встреч и банкетов, способствуя укреплению значимости города. Уличная розничная сеть является второй по размеру в Большом Остине.
В 2006 году в городе около I-35 был открыт новый центр розничной торговли, в состав которого входят магазин IKEA и премиум-аутлет Раунд-Рока.

## Здравоохранение
В Раунд-Роке располагается большое количество медицинских центров, предоставляющих широкий спектр услуг в области здравоохранения. Многие из заведений рассчитаны на обслуживание не только Раунд-Рока, но и всего округа Уильямсон, а также северной части Остина.
- В 1984 году открыл свои двери первый крупный госпиталь в городе, госпиталь Раунд-Рока, позже переименованный в медицинский центр Сент-Дэвидс. Коммерческий госпиталь входит в систему здравоохранения Сент-Дэвидс.

- В 2007 году в городе был открыт филиал госпиталя Scott & White Healthcare, базирующегося в городе Темпл. Комплекс предоставляет полный спектр больничных услуг, однако в некоторых случаев пациенты перенаправляются в главный госпиталь системы. Помимо госпиталя в Раунд-Роке, клиники системы находятся в Бёрнете, Сидар-Парке, Джорджтауне, Хатто, Лиэндере, Флугервилле, Раунд-Роке и Тейлоре.

- Ещё один госпиталь Раунд-Рока, Seton Williamson, был открыт в феврале 2008 года[44]. Госпиталь соседствует с филиалами таких учебных заведений, как Университет штата Техас, общественный колледж Остина, Медицинский научный центр техасского университета A&M[англ.]. Медицинский центр является единственным в округе травматическим центром второго уровня. Всего в США насчитывается около 130 центров второго уровня. Госпиталь является частью некоммерческой организации Дочери милосердия.

- Медицинский научный центр техасского университета A&M[англ.] был открыт в декабре 2009 года. Здание площадью в 23 000 м2 является первым из восемнадцати запланированных к постройке. На территории центра находится клиника Lone Star Circle of Care, в которой студенты проходят необходимую практику[45].

- В 2010 году в городе была открыта школа медицинских сестёр при колледже медицинских работников Университета штата Техас. Колледж также предлагает обучение по программам управления медицинской информации, исследования медицинских услуг, а также лечебной физической культуры[46].

## Транспорт

### Основные автомагистрали
- I-35
- US 79[англ.]
- Автомагистраль 45 штата Техас[англ.]
- Платная автомагистраль 45 штата Техас[англ.]
- Платная автомагистраль 130 штата Техас[англ.]

### Платные автомагистрали

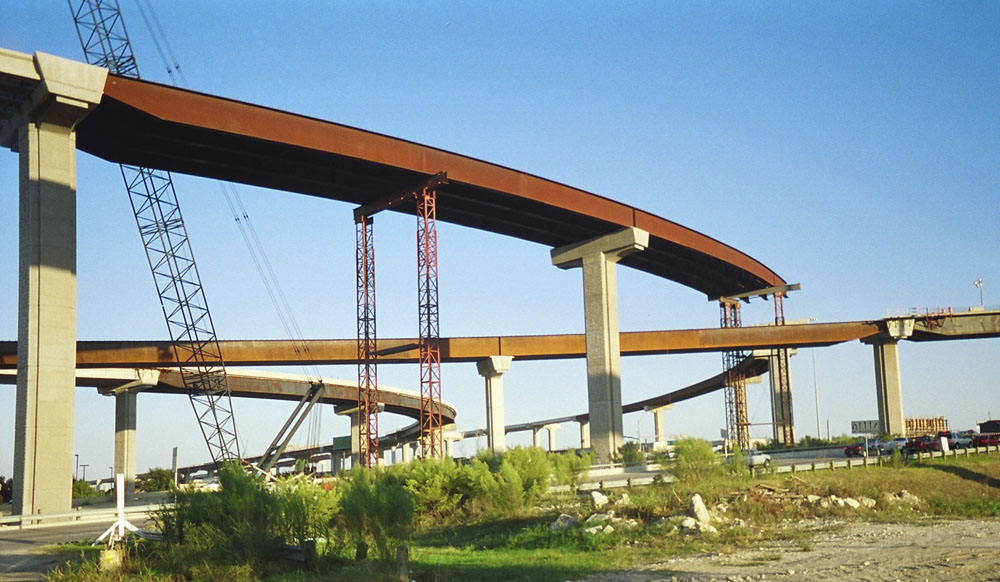
Строительство пересечения I-35 и платной автомагистрали 45 штата Техас в 2004 году

В ноябре 2006 года Региональное мобильное управление центрального Техаса открыло первую в регионе систему платных дорог. Через Раунд-Рок проходят обе платные дороги системы, автомагистрали 45 и 130 Техаса, увеличившие мобильность жителей города несмотря на протесты из-за высокой стоимости проезда. Автомагистраль 130 штата Техас Начинается в Джорджтауне, проходит через восток Раунд-Рока, обеспечивая быстрый доступ к аэропорту Остин Бергстром. За Остином трасса продолжается на юг до пересечения с I-10 рядом с Сегином, примерно в 50 километрах от Сан-Антонио, таким образом являясь альтернативой I-35.
Автомагистраль 45 штата Техас является частью кольца, которое начинается к востоку от автомагистрали 183 Техаса в Сидар-Парке, идёт через юг Раунд-Рока до Флюгервилла, где соединяется с автомагистралью 130. К югу от Остина автомагистраль пересекается с южным участком автомагистрали 45 в районе города Бьюда. Вместе с платным участком кольцевой автомагистрали штата номер 1, автомагистраль 45 предоставляет беспрепятственное сообщение между Раунд-Роком и Остином в обход загруженной межштатной автомагистрали I-35. Также эти дороги ведут к штаб-квартире Dell. Раунд-Рок сыграл важную роль в создании автомагистрали 45 путём постоянного давления на департамент транспорта для ускорения строительства, помощи в выкупе территорий под строительство и прочих начальных стадиях проекта.

## Образование

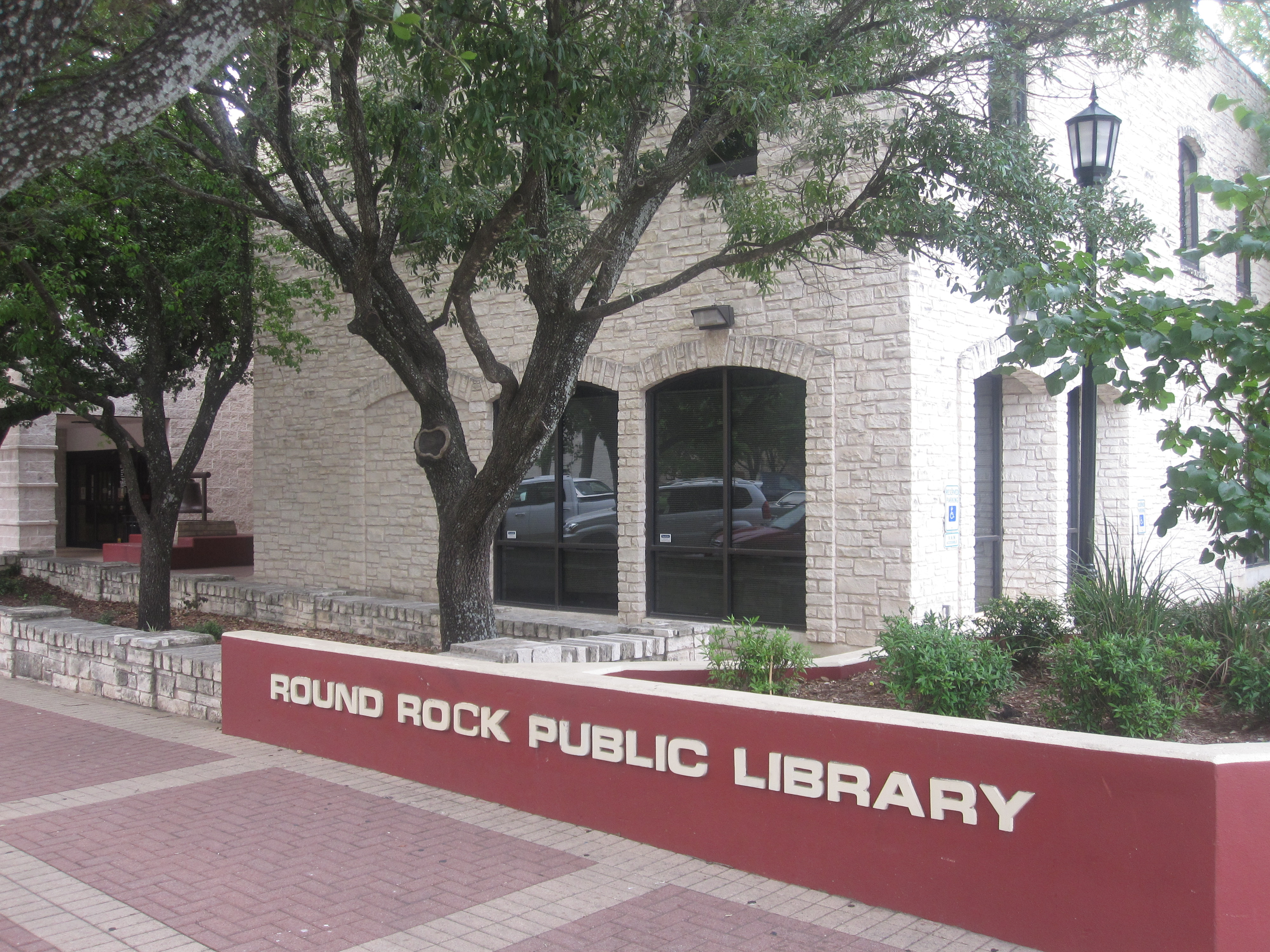
Общественная библиотека Раунд-Рока

### Государственное среднее образование
Независимый школьный округ Раунд-Рока является признанным округом Техасского агентства образования. Округ располагается на территории округов Травис и Уильямсон, включая Раунд-Рок, части Остина и Сидар-Парка. Площадь округа составляет 110 квадратных миль (280 км2) и включает в себя как территории высокотехнологичных предприятий, предприятий торговли, так и пригородные территории, на которых расположены фермы и ранчо. В семи старших, 11 средних и 34 младших школах, а также в трёх центрах альтернативного образования округа учатся примерно 50 000 учеников. В среднем, на одного учителя в округе приходится 15 учеников, процент отчисления в 9-12 классах составляет 1,1 %, более 77 % учеников успешно сдают экзамены в высшие учебные заведения, получая значительно лучшие оценки, чем абитуриенты по Техасу и в США в среднем. Одной из причин высокой успеваемости в округе является тот факт, что округ собирает значительно больше налогов, чем в среднем по стране.
- Всего учеников (по состоянию на сентябрь 2013): 46 530
- Количество языков, на которых говорят ученики: 79
- Средний балл за SAT: 1610 (средний по штату: 1498, средний по США: 1437)
- Средний балл за ACT: 23,7 (средний по штату: 20,9, средний по США: 20,9)

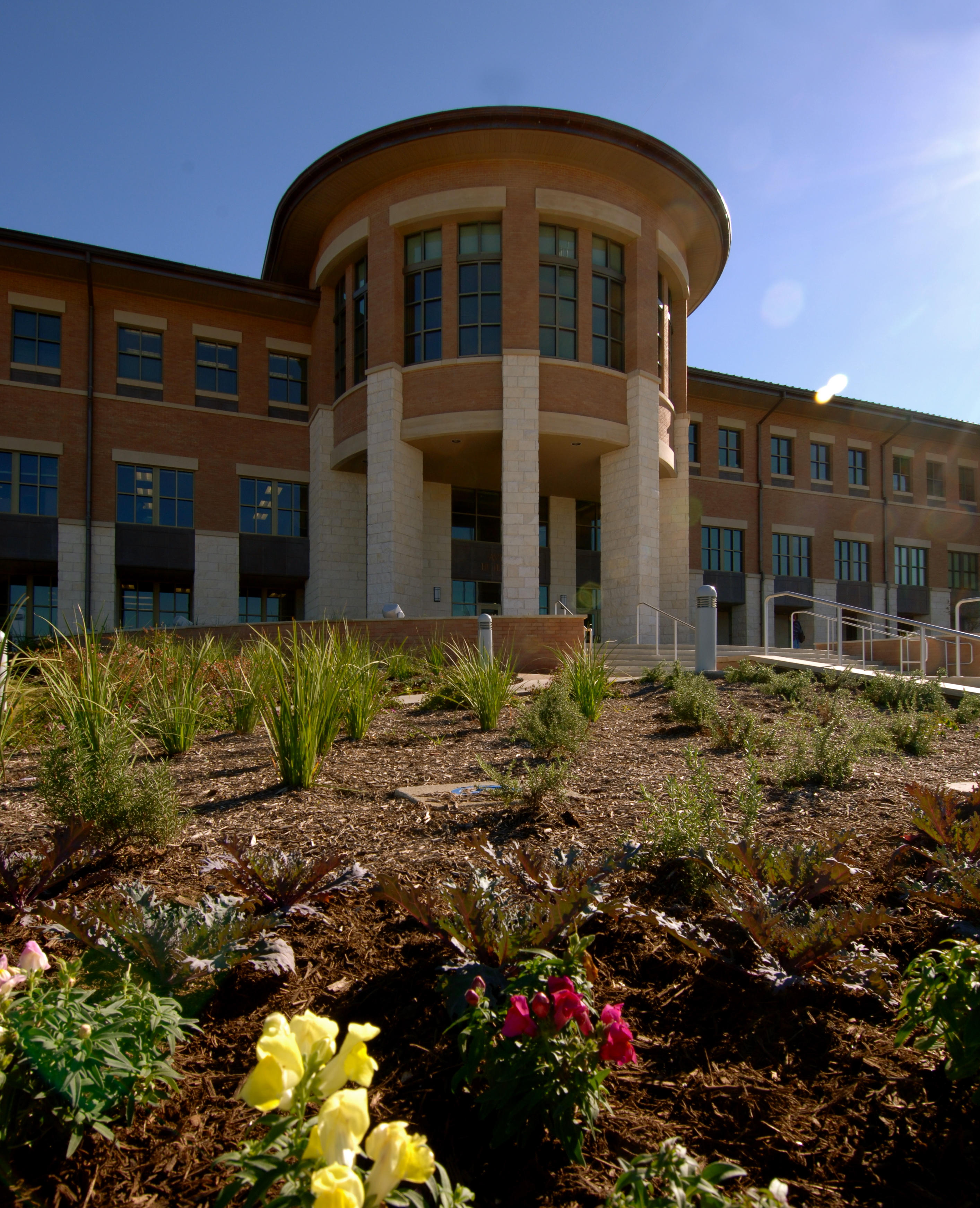
Здание филиала университета штата Техас в Раунд-Роке

- Источник:[50]

### Высшее образование
Раунд-Рок также располагает рядом высших учебных заведений. В 1990-е годы, город, под руководством тогдашнего сити-менеджера Боба Беннетта, директора по планированию Джо Вининга и местного жителя Майка Суэйзи спроектировал и курировал создание филиала университета штата Техас в Раунд-Роке. Согласно концепции, филиал задумывался как способ заманить колледжи и университеты для совместного обучения и возможности получения степени как в процессе полного обучения, так и обучения неполный рабочий день. Филиал использовал различные свободные объекты в городе, а многие учебные программы были направлены на обучение студентов работе в таких местных компаниях, как Dell, имеющих специальные требования к сотрудникам. В 2008 году, благодаря совместным усилиям Университета штата Техас, Остинского общественного колледжа и колледжа Темпла, было открыто первое капитальное здание филиала, для того, чтобы обеспечить более широкий диапазон возможностей для получения образования, специальной подготовки, а также увеличить разнообразие образовательных программ, включая аспирантские. Филиал находится в самом центре развивающегося комплекса, по соседству с госпиталем Seton, научным центром здоровья университета A&M и другими медицинскими заведениями. В 2010 году на территории филиала открылось новое здание, которое заняла сестринская школа, 24 мая было открыто ещё одно здание для обучения профессиям сферы здравоохранения.
В декабре 2009 года в городе открылся Научный центр здоровья техасского университета A&M. Территория центра позволяет построить до 17 дополнительных зданий. Застройка будет производиться на основании денег, выделяемых легислатурой Техаса каждые два года.
В августе 2010 года рядом с корпусами университета штата Техас открылся самый крупный филиал Остинского общественного колледжа. По завершении первой фазы строительства, в которую входило сооружение 5 зданий, комплекс сможет принимать 5000 студентов.

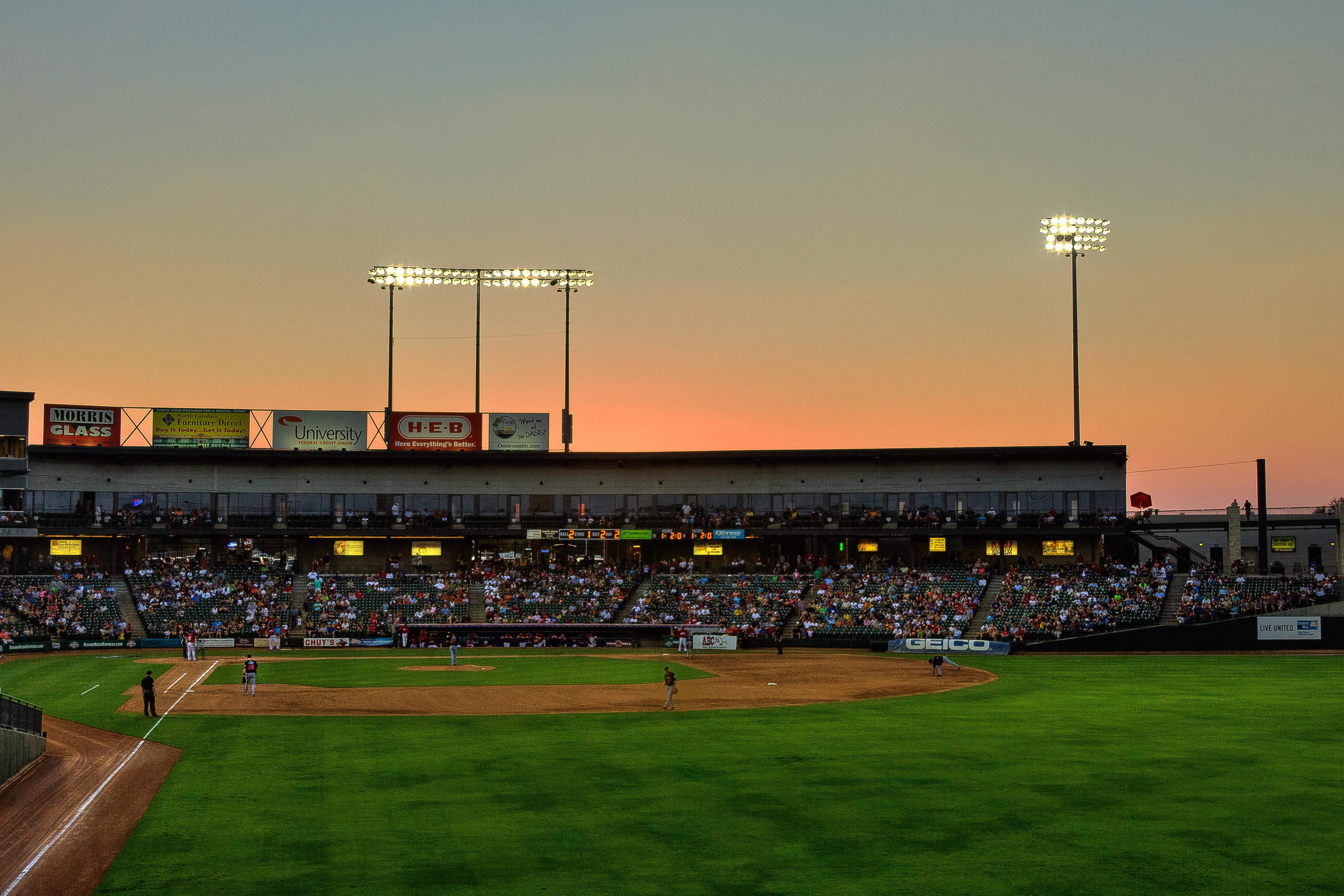
Вид на третью базу стадиона Dell Diamond, на котором проводит домашние матчи команда Round Rock Express.

## Спорт
В Раунд-Роке базируется команда дивизиона тихоокеанского побережья класса ААА малой бейсбольной лиги, Раунд-Рок Экспресс. Владелец команды, компания RSR Sports, созданная сыном знаменитого бейсболиста Нолана Райана. Нолан Райан также занимает пост исполнительного советника в команде Хьюстон Астрос. До 2014 года в команде Техас Рейнджерс. Раунд-Рок Экспресс проводит домашние матчи на стадионе Dell Diamond. Стадион находится в собственности города и сдан в долгосрочную аренду RSR Sports.
Раунд-Рок является самопровозглашённой «столицей спорта Техаса». Городской парк старых поселенцев предлагает профессиональные курсы по гольфу и крикету, обладает бейсбольным комплексом на 20 полей, комплексом по софтболу на пять полей и семь футбольных сооружений.
Школы независимого школьного округа также добивались спортивных успехов. Школа Стоуни-Пойнт выигрывала чемпионаты штата 2011 и 2012 годов по регби, программа 5А школы является второй в списке самых титулованных в штате.

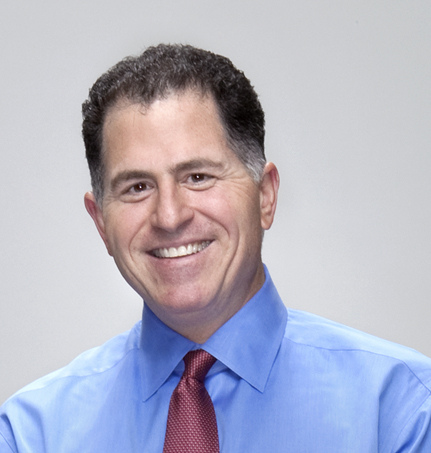
Майкл Делл оказавший большое влияние на Раунд-Рок как основатель одного из крупнейших работодателей в городе, Dell.

## Известные люди

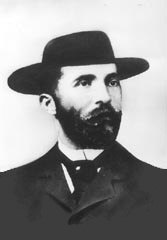
Мыльный Смит в 1898 году

- Барбетт[англ.] — всемирно известный воздушный гимнаст начала XX века, успешно выступавший под образом женщины. Полагается, что артист послужил образом для главных героев фильма Виктор и Виктория[59].

- Майкл Делл — американский бизнесмен, основатель и руководитель фирмы Dell. Обучаясь по медицинской специальности в Техасском университете в Остине, Делл начал неформальный бизнес по сборке компьютеров, после чего, получив лицензию, выиграл несколько контрактов по поставке компьютеров в организации штата Техас за счёт отсутствия расходов на магазины[60][61][62], а в 1992 году стал самым молодым руководителем компании, включённой в список Fortune 500[63].

- Лароуз, Колин — американская участница заговора с целью убийства шведского карикатуриста Ларса Вилкса, изобразившего пророка Мухаммеда с телом собаки[64].

- Мыльный Смит — известный мошенник и гангстер на Диком Западе, сыгравший большую роль в организованной преступности того времени. В юности он был свидетелем перестрелки, в которой был убит преступник Сэм Басс. В 1898 году сам погиб в перестрелке.

## Фильмы, сцены из которых снимались в Раунд-Роке

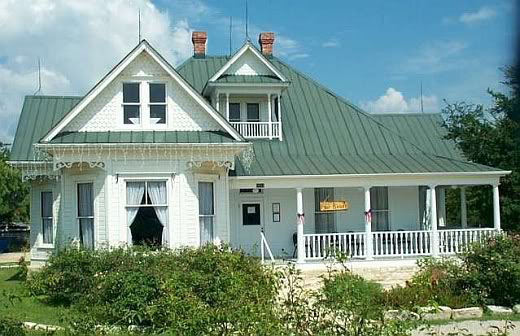
Ветхий дом, где снимался фильм Техасская резня бензопилой 1974 года был перевезён в Кингсленд, Техас и восстановлен в качестве ресторана.

- «Техасская резня бензопилой» — фильм, снятый Тоубом Хупером, релиз которого состоялся в 1974 году, снимался в доме, который располагался в Раунд-Роке[66]. Сейчас на месте этого дома находится бизнес-центр Ла-Фронтера, а дом перевезён в Кингсленд, где служит рестораном при отеле[65][67]. Вопреки распространённому мнению, фильм не был основан на реальных событиях.

- «Просто кровь» — малобюджетный триллер 1984 года, снятый в жанре неонуар. Это режиссёрский дебют братьев Коэн, и первый большой фильм кинематографиста Барри Зонненфельда. Название фильма служит отсылкой к роману «Кровавая жатва» писателя Дэшила Хэммета, в котором термин «просто кровь» обозначает испорченный испуганный менталитет людей после длительного пребывания в насильственных ситуациях.

- Большинство сцен фильма «Новичок[англ.]» было снято на территории или около стадиона Dell Diamond[68].

## Города-побратимы
- Лейк-Маккуори, Австралия[69]
- Сабинас-Идальго, Мексика[69]